# Gustaf Åkerhielm

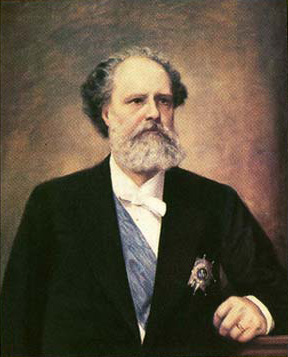
Gustaf Åkerhielm

Freiherr Johan Gustaf Nils Samuel Åkerhielm af Margaretelund (* 24. Juni 1833 in Stockholm; † 2. April 1900 ebenda) war ein schwedischer Politiker und von 1889 bis 1891 Ministerpräsident.

## Familie
Er war Angehöriger der schwedischen Freiherren Åkerhielm af Margaretelund. Seine Eltern waren der schwedische Minister Gustaf Fredrik Åkerhielm und seine Frau Elisabeth Sophia Anker, Tochter eines norwegischen Gutsbesitzers. Gustaf Åkerhielm heiratete 1860 Ulrika Gräfin Gyldenstolpe, mit der er drei Kinder hatte.

## Militär und Diplomat
1851 wurde er Fahnenjunker im Dragonerkorps des Königlichen Leibregiments, 1854 Unterleutnant. 1852 legte er das Erste Staatsexamen ab und trat in die Leitung des Zivilministeriums ein. 1856 begleitete er als Adjutant General Graf von Essen zur Krönung Zar Alexanders II. in Moskau. Im gleichen Jahr wurde er Attaché bei der schwedischen Botschaft in Paris. 1857 wurde er im Kabinett Zweiter Sekretär für den auswärtigen Briefwechsel und nahm Abschied von seinem Regiment. 1858 bis 1859 war er stellvertretender Legationssekretär in St. Petersburg, anschließend Sekretär bei der Sondergesandtschaft in Wien. 1860 bis 1863 war er Legationssekretär in Kopenhagen.

## Politische Laufbahn
Als Leiter der Ritterschaft und des Adels war er auf den Reichstagen 1859 bis 1860 und 1865 bis 1866, wo er für die Ersetzung der bisherigen Ständevertretung durch ein Zweikammersystem stimmte. 1867 bis 1870 war er Staatsrevisor, kam 1870 in den Rechtsausschuss und wurde 1871 Vorsitzender der Behörde. 1870 wurde er im Gerichtsbezirk Södra Roslag, wo sich der Stammsitz der Familie Margaretelund befand, in die Zweite Kammer gewählt, der er bis 1875 angehörte. Von 1873 bis 1874 war er stellvertretender Kammervorsitzender, zeitweilig auch Vorsitzender. 1870 kam er auch in den Rechtsausschuss und 1871 in den Verfassungsausschuss.
Als Reichstagsabgeordneter setzte er sich für Sparsamkeit des Staates, für eine neue Heeresordnung und für die Verbesserung bei den neuen kommunalen Gesetzen ein. Die Annahme der Münzkonvention 1873 ging auf seine Initiative zurück. Am 28. September 1874 wurde er Finanzminister. Am 11. Mai 1875 trat er aus Protest gegen das neue Wehrpflichtgesetz zurück.
1875 und 1884 wurde er von Stockholms läns Landsting zum Mitglied der Ersten Kammer gewählt, was auch 1876 bis 1877 zur Mitgliedschaft im Rechtsausschuss, 1879 bis 1889 im Bankenausschuss, dessen Vorsitzender er viele Jahre war, führte. 14 Jahre (1876 bis 1889) leitete er die Reichsverwaltung der Staatsschulden (Riksgäldskontoret). Er konzentrierte sich immer mehr auf das Banken- und staatliche Finanzwesen. Als 1877 der Streit um Schutzzölle in den Vordergrund rückte, schloss er sich den Protektionisten an, weil er die Landwirtschaft bedroht sah und eine Ausweitung der Auslandsschulden befürchtete. Unter dem protektionistischen Ministerium Gillis Bildt wurde er am 12. Oktober 1889 zum Außenminister ernannt. 

### Ministerpräsident 1889–1891
Am 12. Oktober des gleichen Jahres übernahm er den Posten des Ministerpräsidenten. In diesem Amt brachte er viele Verbesserungen im Verteidigungswesen auf den Weg, scheiterte aber bei einer umfassenden Heeresreform, die mit einer Steuerreform verknüpft war, an den Vertretern des Freihandels in der Zweiten Kammer. Im Eisenbahnwesen förderte er die Norra stambanan, und Gällivarebanan ging in Staatseigentum über. Auch wurde die Reform der Hypothekenbanken durchgeführt, ein neues Seerecht wurde verabschiedet und ein Kompromiss in der Frage der Straßenunterhaltung gefunden. Ein Gesetz über die Überlassung von Grund und Boden mit Unterstützung durch Kredite für Siedler, die die Waldgebiete der Krone in Norrbottens län urbar machen sollten, förderte die Besiedlung dieser Gebiete.
Bei einer Sitzung der Ersten Kammer am 3. Mai 1891 zur Diskussion der Regierungsvorlage, den Wehrdienst auf 90 Tage auszudehnen, äußerte er, dass man im Heer «sowohl im Osten als auch im Westen Schwedisch sprechen» sollte. Die Oppositionspresse interpretierte diese Äußerung sogleich als Affront gegen Norwegen. 34 Mitglieder der Ersten Kammer erklärten am 11. Mai, dass dies nicht die Intention seiner Äußerung gewesen sei, auch Åkerhielm ließ diese Interpretation dementieren. Trotzdem wurde er in Schweden wie in Norwegen attackiert, u. a. um für die bevorstehende Stortingswahl Stimmung gegen die Union zu machen. Am 10. Juli 1891 trat Åkerhielm zurück. Nachfolger wurde der Protektionist Erik Gustaf Boström.
Bei der Wahl zur Zweiten Kammer im Herbst 1893 wurde Åkerhielm in seinem alten Wahlkreis, dem Gerichtsbezirk Södra Roslag, wiedergewählt. Ihr gehörte er bis 1895 an. Am 18. April 1895 wurde er vom Landsting von Stockholm zum Mitglied der Ersten Kammer gewählt. 1896 gehörte er wieder dem Verfassungsausschuss an.